# Берлинер, Борис Исаевич
Борис Исаевич Берлинер  (2 марта 1907, Бахарден, Асхабадский уезд, Закаспийская область — 13 сентября 1962, Ташкент) — видный советский учёный, врач- травматолог. Педагог. Доктор медицинских наук (1943). Профессор (1944). Основоположник травматологии, ортопедии и протезирования в Узбекистане.

## Биография
Родился 2 марта 1907 года в семье фельдшера на станции Бахарден Закаспийской области (ныне — Туркмения).
Учился в русско-туркменской школе, затем в школе первой ступени в Ашхабаде, после окончания которой в 1924 году был направлен на учебу в Среднеазиатский государственный университет на медицинский факультет. После окончания университета был оставлен на кафедре оперативной хирургии и топографической анатомии в должности помощника прозектора.
В 1935 году защитил кандидатскую диссертацию на тему «Статическая плоская стопа в её историческом развитии и меры борьбы с ней». «В своей диссертации он раскрыл вопросы патологической анатомии плоской стопы, виды, классификации, методы определения плоскостопия, симптоматологию и диагностику плоских стоп, лечение и профилактику плоскостопия».
В 1939 году был избран доцентом кафедры ортопедии и травматологии Среднеазиатского института усовершенствования врачей (ныне преобразован) в Ташкенте.
В 1940 году был назначен ректором Ташкентского медицинского института и членом коллегии Наркомздрава УзССР. С самого начала своей трудовой деятельности Борис Берлинер полностью отдавал себя науке. Исследовательская, лечебная, преподавательская и организационная работа коллектива, который он возглавлял в отделении ортопедии и травматологии, была направлена в соответствии с жизненными потребностями.
Берлинеру Б. И. принадлежит большая заслуга в организации и открытии ташкентского Протезного завода и его филиалов в Узбекистане, он является основоположником травматологии и ортопедии, а также протезирования в Узбекистане.

## Военные годы
После начала Великой Отечественной войны Борис был назначен первым заместителем наркома и начальником Управления эвакогоспиталей УзССР, где проработал до 1944 года. В военные годы Берлинер проводил работу по оказанию лечебной, организационной и консультативной помощи госпиталям Узбекистана.
«Для эвакогоспиталей были отведены лучшие здания в городах республики- школы, институты, общежития, Дворцы культуры, клубы и лечебные учреждения. Наркомздравом и его органами на местах были организованы специальные ремонтные бригады по оборудованию эвакогоспиталей санитарными, пищевыми, операционными и перевязочными блоками. Была проведена работа по оснащению эвакогоспиталей хирургическим инструментарием, аппаратурой, медоборудованием, предметами ухода, постельным бельем. Большую роль в подготовке эвакогоспиталей сыграл протезно-ортопедический завод. Им было обеспечено изготовление травматологической аппаратуры (шины Белера, Брауна, клеммы для скелетного вытяжения и пр.), операционных молотков, гипсовых ножниц Штилля, ампутационных подставок, операционных и перевязочных столов, операционных каталок. Была организована работа по обеспечению эвакогоспиталей кроватями, шкафами и пр.».
В военные годы Берлинер продолжал заниматься научными изысканиями, которые были особенно актуальны в связи с большим количеством раненых советских солдат с огнестрельными ранениями, поступающими в эвакогоспитали Узбекской ССР. Так, в 1941 году в сборнике трудов травматологической и ортопедической клиник «Лечение повреждений конечностей» была опубликована его статья «Некоторые соображения по поводу существующих ампутационных схем конечностей». В 1943 г. в Сборнике трудов «Остеомиелиты после огнестрельных переломов» была опубликована статья доцента Берлинера и ординатора Г. А. Гильмановой «Концевые остеомиелиты ампутационных культей и их хирургическое лечение».
В 1943 году Берлинер защитил докторскую диссертацию на тему: «Операция Крукенберга и её значение в повышении функции ампутационной культи предплечья». В данной работе была рассмотрена проблема восстановления трудоспособности увечных, облегчения страданий людей, потерявших на фронтах Отечественной войны одну или обе кисти.
В 1944 году Борис Берлинер был утвержден в должности заведующего кафедрой ортопедии и травматологии Среднеазиатского института усовершенствования врачей с присвоением звания профессора и заведовал кафедрой до 1953 года.

## Послевоенные годы
В 1945 году после организации Узбекского научно-исследовательского института ортопедии, травматологии и протезирования (ныне преобразован), профессор Берлинер Б. И. был назначен его директором. В послевоенные годы коллектив Узбекского научно-исследовательского института ортопедии, травматологии и протезирования занимался лечением инвалидов Великой Отечественной войны. В своих работах Берлинер раскрывал клиническую характеристику огнестрельных повреждений суставов и конечностей, их лечение в эвакогоспиталях глубокого тыла.
Борис Берлинер активно занимался хирургической деятельностью, проводил курсы по подготовке гипсовых техников, семинары для врачей города Ташкента (акушер-гинекологов, педиатров, хирургов, травматологов) по раннему выявлению деформаций опорно-двигательного аппарата.
Берлинер разработал ряд модификаций операций Вира, Пирогова, Киршнера, Гритти, Крукенберга. Берлинером была предложена оригинальная ампутационная схема, составленная с учетом существующих на тот период ампутационных схем. Ампутационные схемы при операциях на конечностях дали возможность каждому врачу получить основные сведения -инструкцию об ампутации конечностей, изложенную в очень сжатом виде. Им разработан ряд видоизменений повязки и аппарата Ланга при переломах Дюпюитрена, модифицированы подставка, применяемая при ампутации конечностей, ножницы для снятия гипсового негатива корсета с головодержателем и др..
Борис был в числе руководящих специалистов Министерства здравоохранения УзССР. С конца 1937 г. по октябрь 1950 г. был начальником лечебного управления и членом коллегии Наркомнадзора УзССР, заместителем министра здравоохранения.
В 1957 году Борис Берлинер был избран по конкурсу на должность заведующего кафедрой травматологии — ортопедии Ташкентского Медицинского института. В последние годы своей жизни он занимался проблемой лечения больных с последствиями полиомиелита. Одной из оригинальных работ, написанной им совместно с сотрудниками кафедры травматологии-ортопедии является разработка метода применения фенола для ограничения подвижности парализованных, разболтанных суставов. Борис Берлинер систематически занимался совершенствованием организации травматологической и ортопедической службы и руководил научной деятельностью большого отряда практических врачей и научных работников как в Узбекистане, так и в соседних республиках.
Под руководством профессора Берлинера Б. И. и крупного специалиста физиолога доцента Палатника С. А. в клинике проводились углубленные исследования по вопросу лечения больных с последствиями полиомиелита при участии научных сотрудников Лузиной Е. В., Фридман Е. С., Ишанходжаева Н. Х., Файзуллаева Н. Ф., Кулагиной О. А., Пятигорской Г. С. Под его же руководством было выполнено 14 кандидатских и 2 докторские диссертации. Учениками Бориса Исаевича выпущено более 200 научных работ. Берлинер Б. И. был редактором свыше 25 изданий сборников трудов, монографий и брошюр по вопросам ортопедии, травматологии и протезирования.
Борис Берлинер был награждён значком «Отличнику Здравоохранения» и Знаком «За строительство Большого Ферганского канала».
В 1962 году скоропостижно скончался от острого менингоэнцефалита, похоронен на Боткинском кладбище Ташкента.

## Публикации
1. Берлинер Б. И. «Статическая плоская стопа в её историческом развитии и меры борьбы с ней». Государственное издательство УзССР. Ташкент −1935 г.
2. Берлинер Б. И. «Некоторые соображения по поводу существующих ампутационных схем конечностей». Лечение повреждений конечностей (Сборник трудов травматологической и ортопедической клиник). Государственное издательство УзССР. Ташкент-1941 г.
3. Доц. Берлинер Б. И., Ординатор Г. А. Гильманова «Концевые остеомиелиты ампутационных культей и их хирургическое лечение». Остеомиелиты после огнестрельных переломов (Сборник трудов). Государственное издательство УзССР. Ташкент-1943 г.
4. Проф. Берлинер Б. И. «Повышение функции ампутационной культи предплечья», УзССР.-1947 г.
5. Берлинер Б. И. «Ампутация и реампутация». Ташкент, 1947 г.
6. Проф. Берлинер Б. И. «Очерки работы эвакогоспиталей Узбекской ССР». Ташкент-1947 г.
7. Берлинер Б. И. «Конференция по лечению инвалидов Отечественной войны в Средней Азии». Ташкент-1948 г.
8. Берлинер Б. И. «Очерк истории и развития хирургической помощи населению Узбекской ССР». Госиздат УзССР. Ташкент, 1956.